# Zeche Dohm’s Erbstollen
Die Zeche Dohms Erbstollen / Zeche Dohm’s Erbstollen ist ein ehemaliges Steinkohlenbergwerk in Essen-Schuir. Die Zeche übernahm bereits zwei Jahre nach der ersten Inbetriebnahme die Berechtsame der Zeche Buskes Siepen. Die Zeche Dohm’s Erbstollen war mit einer sehr langen Unterbrechung insgesamt nur 20 Jahre in Betrieb.

## Geschichte

### Die Anfänge als Buskes Siepen
Die Zeche Buskes Siepen entstand 1855 aus der Zusammenlegung der Berechtsamen Hummelshagen und Depotter. Über die Zeche Hummelshagen wird nur sehr wenig berichtet. Vermutlich am 24. Juli oder am 6. August 1838 erfolgte die Verleihung des Längenfeldes. Nach der Verleihung wurde der Stollen aus dem Brecherbachtal nach Westen aufgefahren. Auch über die Zeche Depotter wird nur sehr wenig berichtet. Auch hier ist das Verleihungsdatum nicht eindeutig. Vermutlich am 24. Juli oder am 6. August 1838  erfolgte die Verleihung des Längenfeldes, anschließend begannen die Aufschlussarbeiten. Ab dem Jahr 1855 werden die beiden Bergwerke in den Bergamtsunterlagen nur noch Büschessiepen genannt. In 1855 gab es auf der Zeche Buskes Siepen nur geringe Abbautätigkeiten. Im Jahr 1858 erneuter Abbau und Vortrieb des Hauptstollens.  Im gleichen Jahr erfolgte die bereits erwähnte Verleihung unter dem Namen Dohm’s Erbstollen.

### Die Jahre als Dohm’s Erbstollen
Am 22. November 1858 wurde das Erbstollenrecht auf den Hauptstollen von Buskes Siepen verliehen. Im selben Jahr begann die Auffahrung in nördlicher Richtung zum Grubenfeld Buskes Siepen (Büschessiepen). Im Jahr 1860 Übernahme der Berechtsame Buskes Siepen mit anschließendem Abbau. In den Jahren 1861, 1863 und 1865 war das Bergwerk nachweislich in Betrieb. Im Jahr 1865 erfolgte die Verleihung eines Geviertfeldes. Im Jahr 1868 wurde die Zeche Dohm’s Erbstollen stillgelegt. Im Jahr 1951 wurde das Bergwerk wieder in Betrieb genommen. Das Bergwerk wurde danach mehrere Jahre als Kleinzeche betrieben. Betreiber war die A. Müller GmbH, später wurde das Bergwerk in Maier Werke umbenannt. Der im Jahr 1868 stillgelegte Stollen Ruthertal wurde wieder aufgewältigt. Im Jahr 1956 wurde das Bergwerk wieder in Zeche Dohm’s Erbstollen umbenannt. Am 12. Januar 1961 erfolgte die endgültige Stilllegung.

## Förderung und Belegschaft
Die ersten Förder- und Belegschaftszahlen stammen aus dem Jahr 1861. In diesem Jahr wurden mit fünf Bergleuten 2.818 preußische Tonnen Steinkohle abgebaut. Im Jahr 1952 Förderanstieg auf 2.008 Tonnen, diese Förderung wurde mit 33 Bergleuten erbracht. 1955 wurden mit 14 Bergleuten 4.043 Tonnen Steinkohle abgebaut. Die maximale Förderung wurde im Jahr 1957 erbracht. In diesem Jahr wurden mit 41 Bergleuten 9.359 Tonnen Steinkohle gefördert. Dies sind auch die letzten bekannten Förder- und Belegschaftszahlen des Bergwerks.